# En kropp till salu
En kropp till salu är en svensk dokumentärserie som hade premiär på SVT Play och SVT1 den 21 september 2021. Serien som är producerad av Jarowskij består av fyra avsnitt.

## Handling
Det uppskattas att var tionde man i Sverige köper sex och de prostituerade får betala ett högt pris i form av livslångt psykiskt och fysiskt lidande. Dokumentärserien följer tre unga kvinnor som sålt sina kroppar. Deras fall har lett till åtal och fällande domar.